# Ус, Иван Спиридонович
Иван Спиридонович Ус (1911, село Александровка, теперь Белозерского района Херсонской области — 1991, город Николаев Николаевской области) — украинский советский деятель, бригадир судосборщиков Николаевского судостроительного завода Николаевской области. Депутат Верховного Совета СССР 5-6-го созывов. Член ВЦСПС в 1954—1963 годах.

## Биография
Родился в крестьянской семье. Образование начальное.
В 1928—1930 годах — ученик слесаря промышленной артели.
В 1930—1941 годах — судосборщиков Николаевского судостроительного завода имени Андре Марти.
Во время Великой Отечественной войны находился в эвакуации, работал судосборщиков судостроительного завода «Красное Сормово» в городе Горьком (РСФСР). В 1946 году вернулся в город Николаев.
Член ВКП(б) с 1944 года.
С 1946 года — бригадир судосборщиков корпусоскладального цеха Николаевского судостроительного завода имени Носенко (Черноморского судостроительного завода) Николаевской области. Ударник коммунистического труда, рационализатор, новатор производства.
Депутат Верховного Совета СССР 5-го и 6-го созывов, делегат XXI съезда КПСС.
Потом — на пенсии в городе Николаеве.

## Награды
- орден Ленина (6.12.1957)
- медаль «За трудовую доблесть»
- медали
- Почетный гражданин города Николаева